# اسلاوهای غربی

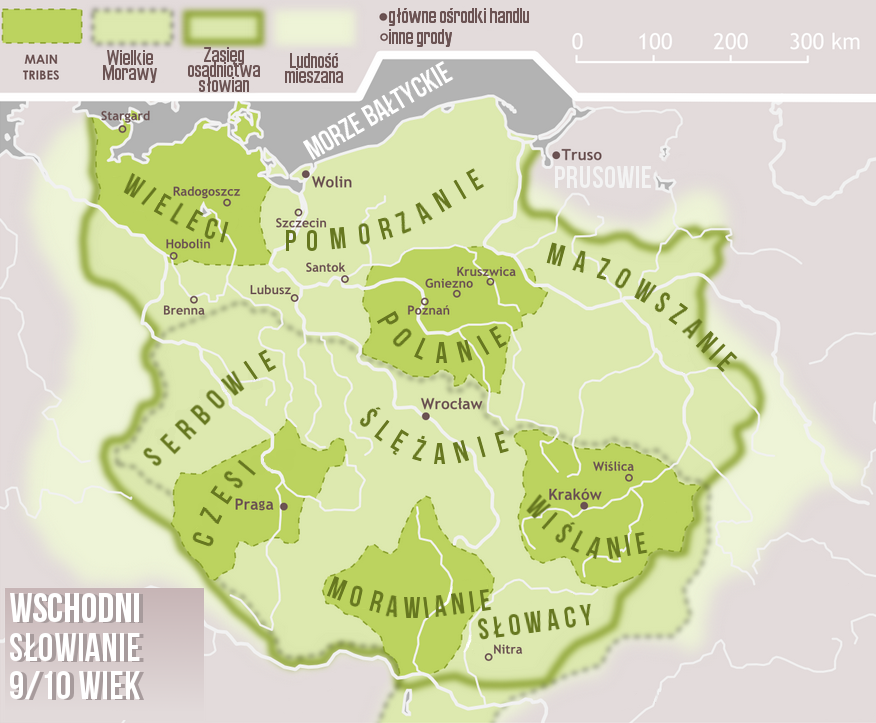
اسلاوهای غربی

اسلاوهای غربی یا اسلاوهای مرکزی گروهی از اسلاوها هستند که به زبان‌های اسلاوی غربی سخن می‌گویند. آن‌ها از گروه اولیه اسلاوها در حدود قرن هفتم میلادی جدا شدند و در قرون هشتم و نهم حکومت‌های مستقلی را در اروپای مرکزی بنیان نهادند. اسلاوهای غربی امروزه شامل ملت‌های لهستانی‌ها، چکی‌ها، اسلواک‌ها و سوربی‌ها و گروه‌های قومی Kashubians، Moravians و Silesians هستند.